# Col de Cherry
Le col de Cherry (persan : گردنه چری, Gardane-ye Cherry ou Keft-e Charri en lori), est avec 2 805 m d'altitude l'un des plus hauts cols routiers d'Iran. Situé dans les monts Zagros, dans le massif de Zard Kuh dans la province de Tchaharmahal-et-Bakhtiari sur la route entre Chahr-e Kord et Masjed Soleiman, il permet de relier la ville de Samsami au district de Bazoft.
Le col est situé dans la préfecture de Kuhrang.

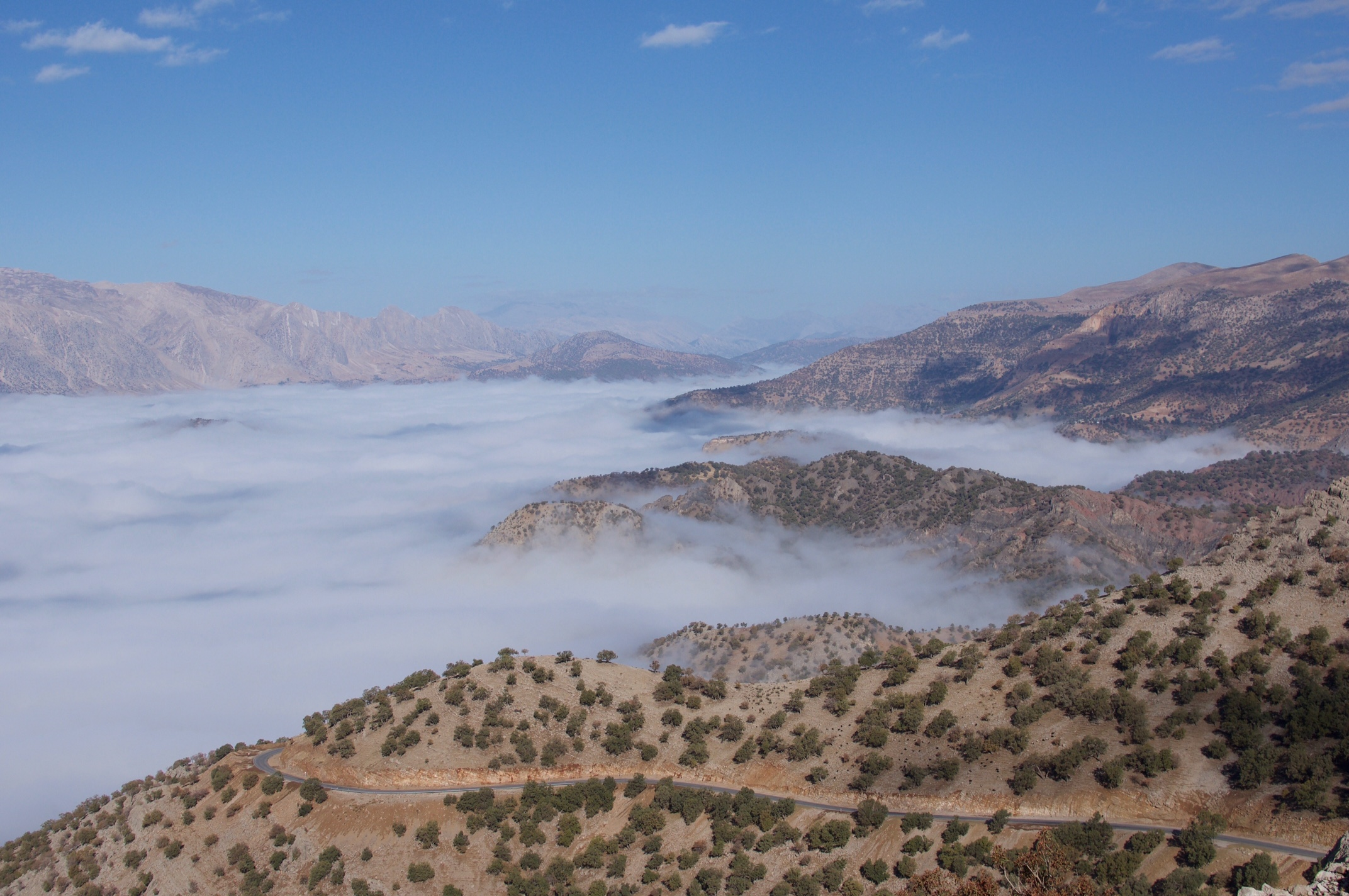
Vue de la vallée de Bazoft sous un épais brouillard.
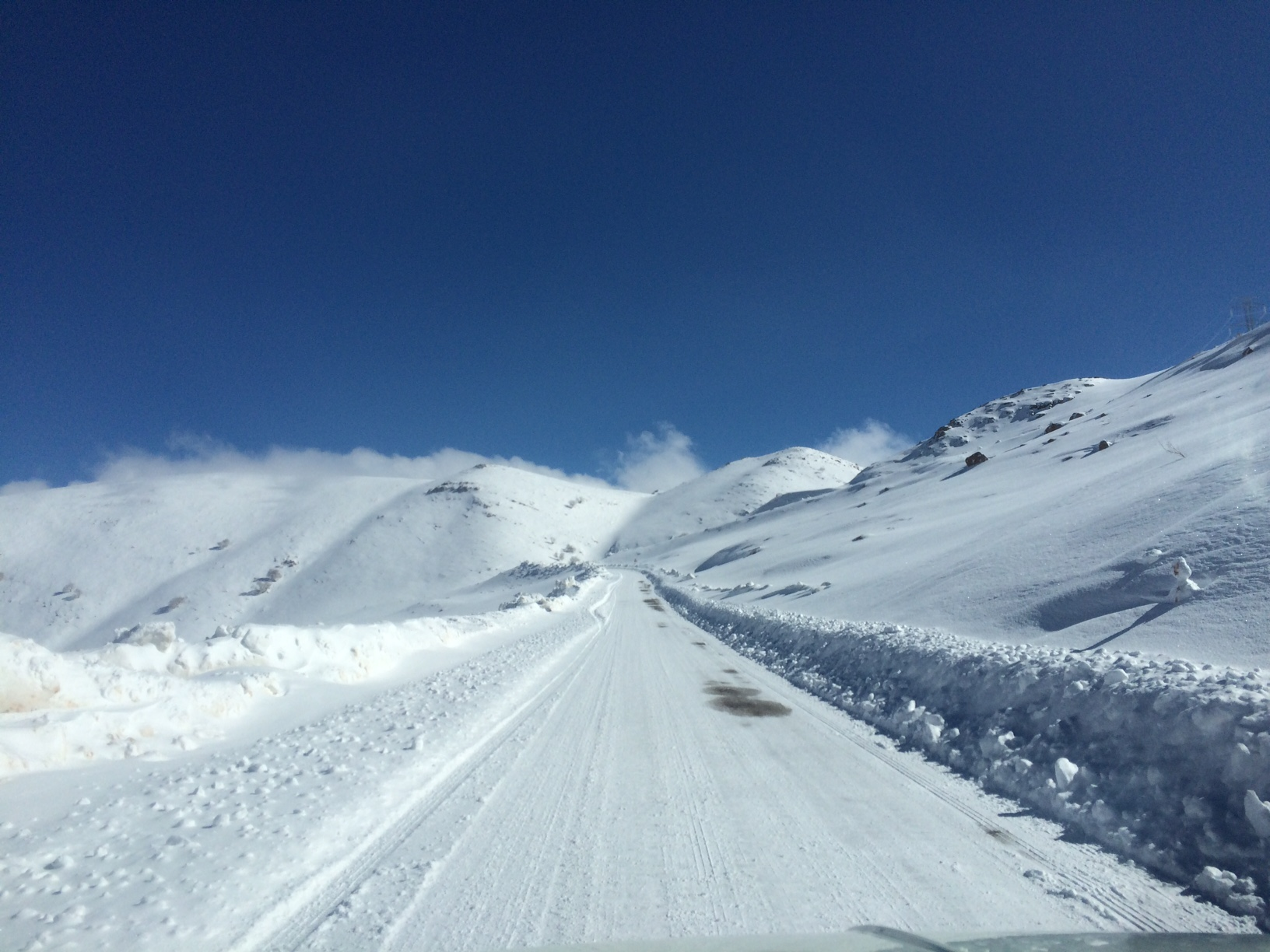
Col de Cherry sous la neige en hiver.